# Labicymbium sublestum
Labicymbium sublestum là một loài nhện trong họ Linyphiidae. Loài này được phát hiện ở Colombia và Ecuador.